# Osrhoes coronta
Osrhoes coronta är en fjärilsart som beskrevs av Druce 1900. Osrhoes coronta ingår i släktet Osrhoes och familjen Palaeosetidae. Inga underarter finns listade i Catalogue of Life.